# كولينسفيل (تكساس)
كولينسفيل (بالإنجليزية: Collinsville, Texas)‏ هي بلدة أمريكية تقع في الولايات المتحدة في مقاطعة غرايسون، تكساس. يقدر عدد سكانها بـ 1,235 نسمة ومساحتها 1.9 كم2 و وترتفع عن سطح البحر 229 متر.

## التركيبة السكانية
حدّد مكتب تعداد الولايات المتحدة بيانات التركيبة السكانية لكولينسفيل في تعداد الولايات المتحدة. في ما يلي، التركيبة السكانية حسب تعدادي 2000 و2010.

### تعداد عام 2000
بلغ عدد سكان كولينسفيل 1,235 نسمة بحسب تعداد عام 2000، وبلغ عدد الأسر 469 أسرة وعدد العائلات 346 عائلة مقيمة في البلدة. في حين سجلت الكثافة السكانية 488.1 نسمة لكل كيلومتر مربع (1,264.2/ميل2). وبلغ عدد الوحدات السكنية 507 وحدة بمتوسط كثافة قدره 200.4 لكل كيلومتر مربع (519.0/ميل2).
وتوزع التركيب العرقي للبلدة بنسبة 93.60% من البيض و0.32% من الأمريكيين الأفارقة و0.40% من الأمريكيين الأصليين و4.37% من الأعراق الأخرى و1.30% من عرقين مختلطين أو أكثر و5.59% من الهسبانيون أو اللاتينيون من أي عرق.
بلغ عدد الأسر 469 أسرة كانت نسبة 39.2% منها لديها أطفال تحت سن الثامنة عشر تعيش معهم، وبلغت نسبة الأزواج القاطنين مع بعضهم البعض 59.9% من أصل المجموع الكلي للأسر، ونسبة 10.2% من الأسر كان لديها معيلات من الإناث دون وجود شريك،  بينما كانت نسبة 3.6% من الأسر لديها معيلون من الذكور دون وجود شريكة وكانت نسبة 26.2% من غير العائلات. تألفت نسبة 23.9% من أصل جميع الأسر من عدة أفراد يعيشون في نفس المنزل ونسبة 13.9% كانت تتألف من شخص يعيش بمفرده يبلغ من العمر 65 عاماً أو أكثر. وبلغ متوسط حجم الأسرة المعيشية 2.57، أما متوسط حجم العائلات فبلغ 3.03.
بلغ العمر الوسطي للسكان 36.6 عاماً. وكانت نسبة 26.8% من القاطنين تحت سن الثامنة عشر، وكانت نسبة 7.4% بين الثامنة عشر والرابعة والعشرين عاماً، ونسبة 27.5% كانت واقعةً في الفئة العمرية ما بين الخامسة والعشرين والرابعة والأربعين عاماً، ونسبة 20.2% كانت ما بين الخامسة والأربعين والرابعة والستين، ونسبة 15.4% كانت ضمن فئة الخامسة والستين عاماً فما فوق. يوجد لكل 100 أنثى 94.0 ذكر، ويوجد لكل 100 أنثى في الثامنة عشر من عمرها فما فوق 87.9 ذكر.
بلغ متوسط دخل الأسرة في البلدة 32,833 دولارًا، أما متوسط دخل العائلة فبلغ 41,000 دولارًا. وكان متوسط دخل الذكور 27,763 دولارًا مقابل 22,232 دولارًا للإناث. وسجل دخل الفرد الخاص بالبلدة 15,123 دولارًا. وكانت نسبة 8.1% من العائلات ونسبة 10.2% من السكان تحت خط الفقر، وكان من هؤلاء نسبة 13.9% تحت سن الثامنة عشر ونسبة 10.4% في الخامسة والستين من العمر وما فوق.

### تعداد عام 2010
بلغ عدد سكان كولينسفيل 1,624 نسمة بحسب تعداد عام 2010، وبلغ عدد الأسر 605 أسرة وعدد العائلات 434 عائلة مقيمة في البلدة. في حين سجلت الكثافة السكانية 641.9 نسمة لكل كيلومتر مربع (1,662.5/ميل2). وبلغ عدد الوحدات السكنية 666 وحدة بمتوسط كثافة قدره 263.2 لكل كيلومتر مربع (681.7/ميل2).
وتوزع التركيب العرقي للبلدة بنسبة 92.92% من البيض و0.86% من الأمريكيين الأفارقة و0.49% من الأمريكيين الأصليين و0.49% من الأمريكيين ذوي الأصول الآسيوية و3.45% من الأعراق الأخرى و1.79% من عرقين مختلطين أو أكثر و6.22% من الهسبانيون أو اللاتينيون من أي عرق.
بلغ عدد الأسر 605 أسرة كانت نسبة 42.5% منها لديها أطفال تحت سن الثامنة عشر تعيش معهم، وبلغت نسبة الأزواج القاطنين مع بعضهم البعض 51.1% من أصل المجموع الكلي للأسر، ونسبة 14.2% من الأسر كان لديها معيلات من الإناث دون وجود شريك،  بينما كانت نسبة 6.4% من الأسر لديها معيلون من الذكور دون وجود شريكة وكانت نسبة 28.3% من غير العائلات. تألفت نسبة 24% من أصل جميع الأسر من عدة أفراد يعيشون في نفس المنزل ونسبة 10.2% كانت تتألف من شخص يعيش بمفرده يبلغ من العمر 65 عاماً أو أكثر. وبلغ متوسط حجم الأسرة المعيشية 2.63، أما متوسط حجم العائلات فبلغ 3.11.
بلغ العمر الوسطي للسكان 34.8 عاماً. وكانت نسبة 28.9% من القاطنين تحت سن الثامنة عشر، وكانت نسبة 7.8% بين الثامنة عشر والرابعة والعشرين عاماً، ونسبة 27.2% كانت واقعةً في الفئة العمرية ما بين الخامسة والعشرين والرابعة والأربعين عاماً، ونسبة 21.5% كانت ما بين الخامسة والأربعين والرابعة والستين، ونسبة 14.7% كانت ضمن فئة الخامسة والستين عاماً فما فوق. وتوزع التركيب الجنسي للسكان بنسبة 48.8% ذكور و51.2% إناث.

## أعلام
- بيل دينتون